# Julio Cortázar

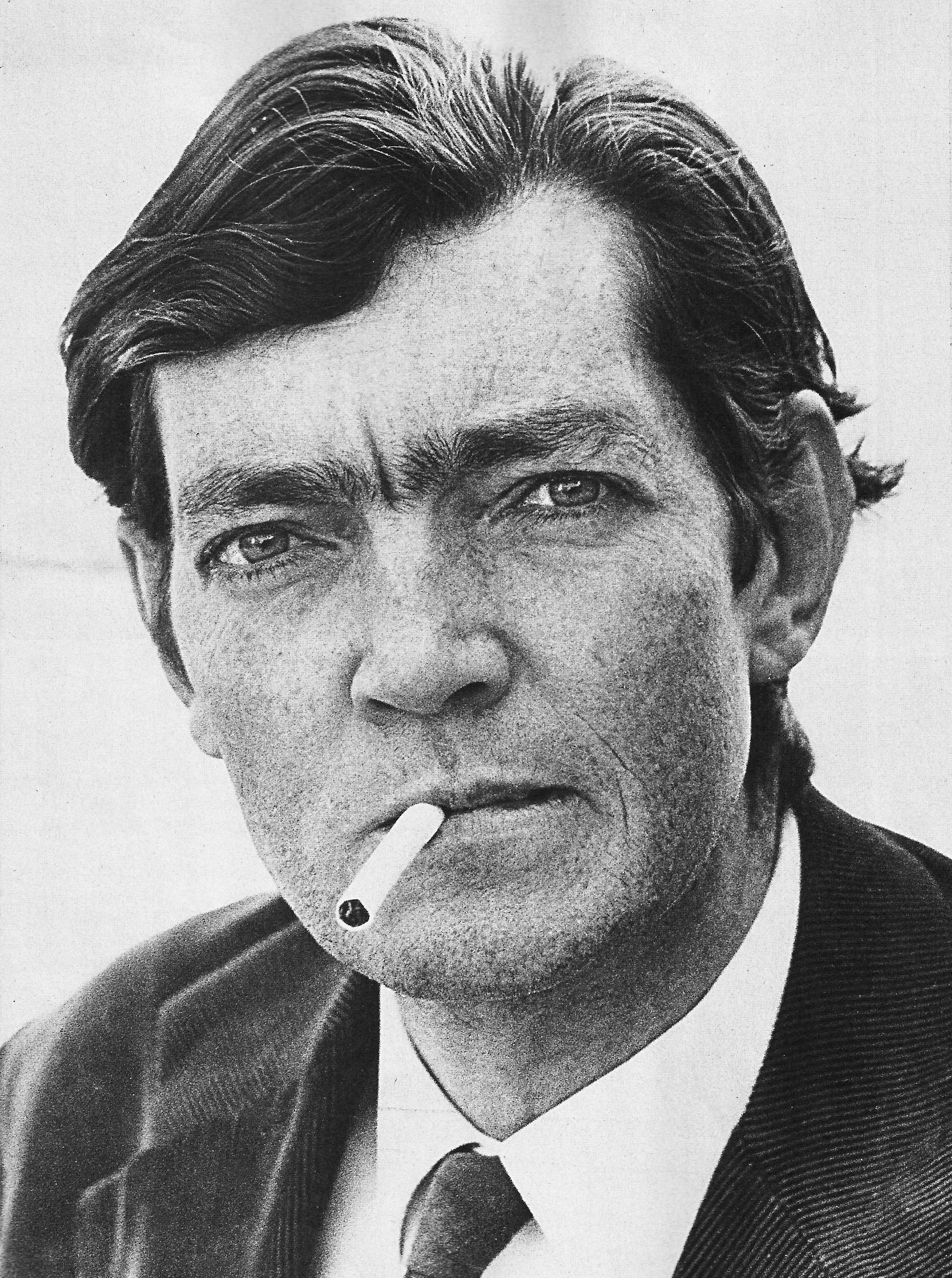
Julio Cortázar im Jahre 1967

Julio Florencio Cortázar (* 26. August 1914 in Brüssel; † 12. Februar 1984 in Paris) war ein argentinisch-französischer Schriftsteller und Intellektueller und neben Jorge Luis Borges einer der bedeutendsten Autoren der phantastischen Literatur. Da seine Texte die Grenzen zwischen Realität und Fiktion ausloten, werden sie mit dem Surrealismus in Verbindung gebracht. Laut seiner eigenen Tunnel-Theorie verwendet Cortázar jedoch lediglich einzelne surrealistische Elemente, um damit die Grenzen der alltäglichen Realität zu sprengen.

## Leben
Julio Cortázars Vater war Argentinier und Handelsattaché an der argentinischen Botschaft in Brüssel (das zum Zeitpunkt seiner Geburt von Deutschen besetzt war). Die Familie zog 1916 in die Schweiz, dann nach Barcelona und kehrte schließlich nach dem Ende des Ersten Weltkriegs, als der Sohn vier Jahre alt war, in einen Vorort von Buenos Aires zurück. Cortázars zweite Ehefrau, Ugnė Karvelis, bezeichnet die Atmosphäre jener Zeit als prägend für viele der Erzählungen Cortázars:

„Nach Argentinien zurückgekehrt, wächst er in einem kleinbürgerlichen Vorort von Buenos Aires auf, umgeben von Frauen. Der Vater hat die Familie verlassen und kein Lebenszeichen mehr gegeben. Die Mutter hat eine kleine Anstellung in einem Büro gefunden, die Großmutter hält im Garten Hühner und Kaninchen. All das reicht nicht aus, um Julio und seiner älteren Schwester das Lebensnotwendige zu sichern. An jedem Monatsende fragt man sich, ob man besser den Apotheker oder den Lebensmittelhändler bezahlen soll.
Der kränkelnde Junge flüchtet sich in die Welt der Phantasie. Er verschlingt Bücher, alle Bücher. Angefangen von den Familienalmanachen und Jules Verne – den er sein ganzes Leben lang verehren wird – bis hin zu gotischen Romanen, über Edgar Allan Poe, die französische Literatur und die Poesie der ganzen Welt. Bemüht seiner Mutter zu helfen, macht er sich daran, Spaghetti zu pflanzen, und ist bekümmert, weil sie nicht wachsen ...“

Cortázar studierte an der Universidad de Buenos Aires, wurde 1937 als Lehrer in einer Kleinstadt in der Provinz Buenos Aires eingestellt. Mitte der 1940er Jahre wurde er Professor für französische Literatur an der Universität Cuyo in Mendoza.

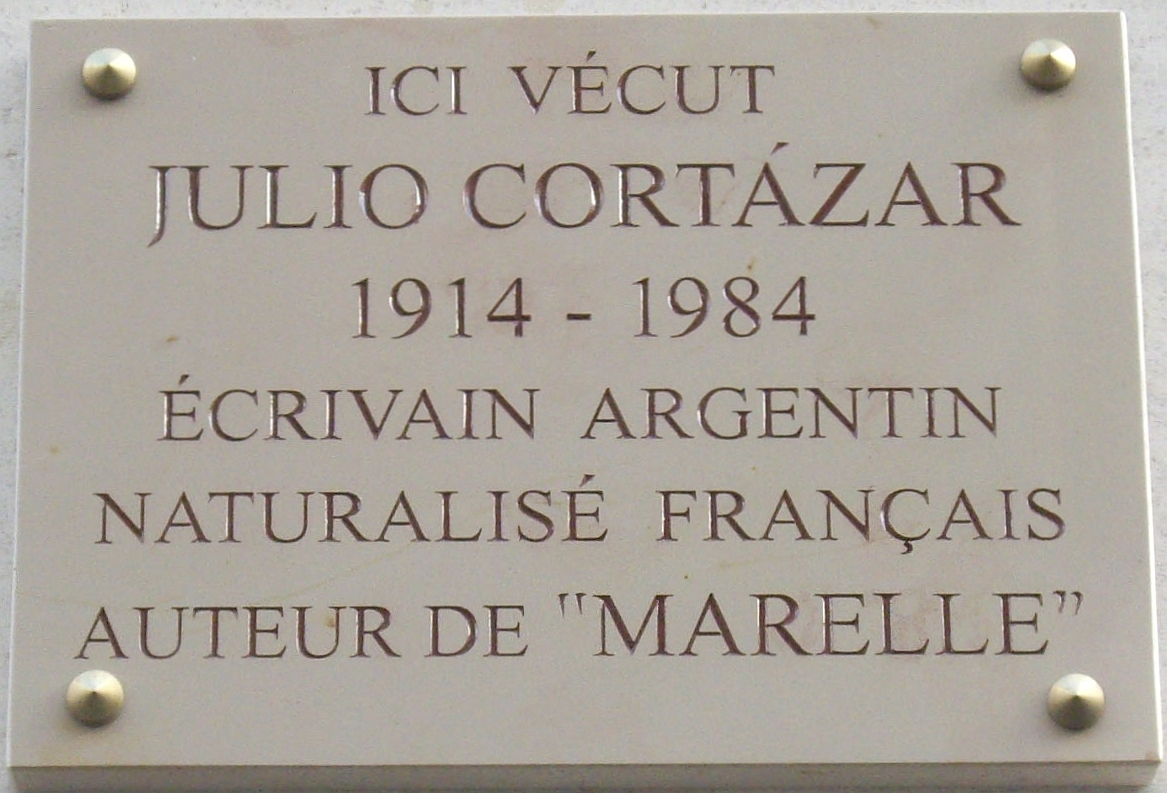
Tafel an Cortázars Wohnhaus 4 rue Martel, Paris 10

1951 emigrierte Cortázar in Opposition zum Regime Juan Peróns nach Frankreich, wo er bis zu seinem Tod lebte. Ab 1952 arbeitete er für die UNESCO als Übersetzer. Er übertrug unter anderem Robinson Crusoe und die Erzählungen Edgar Allan Poes ins Spanische, wobei der Einfluss Poes auch auf sein originäres Werk spürbar ist.
In seinen späten Jahren änderte er seinen politischen Standpunkt, wandte sich dem Sozialismus zu, engagierte sich aktiv bei linksgerichteten Gruppierungen in Südamerika und unterstützte die kubanische Revolution. Im Oktober 1979 reiste er nach Nicaragua und unterstützte die sandinistische Regierung. Einige seiner Texte wurden bei der Alphabetisierungskampagne verwendet.
Am 24. Juni 1981 verlieh ihm die Regierung von François Mitterrand in einem ihrer ersten Dekrete die französische Staatsbürgerschaft.
Cortázar starb 1984 an Leukämie, wobei auch angenommen wurde, dass eine Bluttransfusion vor der Identifizierung des HI-Virus AIDS die tatsächliche Todesursache gewesen sein könnte.
Cortázar war dreimal verheiratet: von 1953 bis 1967 mit der argentinischen Übersetzerin Aurora Bernárdez, von 1967 bis 1979 mit der litauischen Schriftstellerin und Übersetzerin Ugnė Karvelis (1935–2002), die in den 1990er Jahren UNESCO-Vertreterin Litauens war, und von 1979 bis zu ihrem Tod mit der Kanadierin Carol Dunlop (1946–1982).

## Schaffen
Cortázar gilt vor allem als Verfasser meisterhafter Kurzgeschichten, insbesondere des phantastischen Genres (siehe etwa Bestiario (1951), Axolotl, Die Nacht auf dem Rücken, Das besetzte Haus und Final de Juego (1956)). Er veröffentlichte aber auch Romane, von denen einige große Bedeutung für die spanischsprachige Literatur des 20. Jahrhunderts erlangten, wie etwa Rayuela (1963), das zu den Auslösern des lateinamerikanischen Booms gehörte, und Libro de Manuel (1973). Der peruanische Schriftsteller Mario Vargas Llosa bezeichnete ihn als Vorbild und Mentor.
Er schrieb auch Theaterstücke, Gedichte und Tangos, konnte aber mit ihnen keine vergleichbaren Erfolge erzielen.
Cortázars Stärken als Autor bestehen in seinem reizvollen und respektlosen Humor, seinen eindrucksvollen technischen Fähigkeiten, seinem poetischen und neuartigen Sprachgebrauch und der sorgfältig ausbalancierten Entwicklung des Unheimlichen in seinen Kurzgeschichten.
Cortázar selbst hat das Spielerische und den Humor als ein Grundmotiv seines Schreibens verstanden:

„Der Humor und das Ludische sind eine Konstante in meinen Texten, seit ich schreibe. Das erscheint zweifellos paradox, denn meine Erzählungen sind niemals fröhlich. Sie sind viel eher tragisch oder dramatisch. Sie sind der Nacht näher als dem Tag. Das Ludische tritt in ihnen jedoch in anderen Formen zutage. Noch die dramatischsten Erzählungen sind von einem musikalischen Rhythmus geleitet, was natürlich nicht bedeutet, dass sie musikalische Rhythmen imitieren. Für mich hat die Sprache einen Rhythmus, so etwas wie einen Herzschlag.“

In Cortázars Erzählungen entwickelt sich eine Dynamik, die nicht aus Action oder einer Krimi-Handlung resultiert, sondern die dem Verlauf von Krisen entspricht, die sich immer weiter zuspitzen und dabei den Leser in diese Handlung hineinziehen.
Insbesondere Cortázars Erzählungen beschreiben Situationen der modernen Alltagsrealität auf sehr präzise und plastische Weise – jedoch ohne sich dabei in Trivialitäten zu verlieren. Im Gegenteil ist Cortázar verschiedentlich der Vorwurf eines elitären und hermetischen Schreibstils gemacht worden. So entsteht in den Texten Cortázars eine „Mischung aus Alltags- und literarischer Sprache, die uns vor Uhrwerke von Armbanduhren stellt, in von Touristen überfüllte Hotels, und uns mit dem konfrontiert, was einem durch den Kopf geht, während man in einem ewigen Stau auf der Autobahn steht.“
Es ist ein Kennzeichen von Cortázars Texten, dass die Realität des Alltags zwanglos in die Realität des Phantastischen hinübergleitet, so als würden die alltäglichen Verhältnisse „einem verborgenen Druck“ nachgeben, „der sie zum Wunderbaren treibt und sie, ohne sie voll einstürzen zu lassen, in einer Art gespanntem, verwirrenden Zwischenbereich schweben lässt, in dem das Wirkliche und das Phantastische sich überlagern, ohne sich zu vermischen.“ Das Wirkliche ist für Cortázar nicht eindimensional, sondern „porös und flexibel“, das Phantastische eine Folge der Weigerung, die bestehenden Verhältnisse als gottgegeben und unveränderlich zu akzeptieren:

„Ich suchte immer nach dem Außergewöhnlichen, nach den Zwischenräumen zwischen zwei Dingen. Als ich zu schreiben begann, waren es diese Zwischenräume, von denen ich sprach. In allem, was ich schreibe, steckt immer die Aufforderung, die Dinge nicht als gültig, als zwangsläufig zu akzeptieren, und das ist es, was meiner Literatur den Charakter des Phantastischen gibt.“

Seit 1986 unternahm es der spanische Verlag Alfaguara, eine Gesamtausgabe Cortázars herauszugeben. In der Biblioteca Cortázar erschienen auch bisher unveröffentlichte Werke wie El Examen und Divertimento.

## Werke
- Presencia (Gedichtband, unter dem Pseudonym Julio Denis, 1938)
- Los Reyes (dramatisches Gedicht, 1949)
- Bestiario (dt. Bestiarium, Erzählungen, 1951)
- Final del juego (dt. Ende des Spiels, Erzählungen, 1956)
- Las armas secretas (dt. Die geheimen Waffen, Erzählungen, 1959; enthält u. a. El Perseguidor und Las Babas del Diablo)
- El perseguidor (dt. Der Verfolger, Erzählung, 1959)
- Los premios (dt. Die Gewinner, Roman, 1960)
- Historias de cronopios y de famas. Ediciones Minotauro, Buenos Aires 1962. (dt. Geschichten der Cronopien und Famen, Erzählungen, 1977)
- Rayuela (dt. Rayuela. Himmel und Hölle, Roman, 1963)
- Todos los fuegos el fuego (dt. Das Feuer aller Feuer, Erzählungen, 1966)
- La vuelta al día en ochenta mundos (dt. Reise um den Tag in 80 Welten, Erzählungen/Collage, 1967), neu aufgelegt 2004, ISBN 3-518-41590-5
- 62/modelo para armar (dt. 62/Modellbaukasten, Roman, 1968)
- Buenos Aires, Buenos Aires (mit Fotos von Silvia D’Amico und Sara Facio, 1968)
- Último round (dt. Letzte Runde, Collage, 1969)
- La prosa del Observatorio (dt. Das Observatorium, mit Fotos von Julio Cortázar in Zusammenarbeit mit Antonio Gálvez, 1972)
- Libro de Manuel (dt. Album für Manuel, Roman, 1973)
- Octaedro (dt. Oktaeder, Erzählungen, 1974)
- Fantomas contra los vampiros multinacionales (Erzählung mit Verwendung von Comicausschnitten, 1975), (dt. 2009, Fantomas gegen die multinationalen Vampire, Septime Verlag)
- Silvalandia (Texte, inspiriert von Bildern von Julio Silva, 1975)
- Estrictamente no profesional. Humanario (mit Fotos von Silvia D’Amico und Sara Facio, 1976)
- Alguien que anda por ahí y otros relatos (dt. Passatwinde, Erzählungen, 1977)
- Territorios (verschiedene Textarten, 1978)
- Un tal Lucas (dt. Ein gewisser Lukas, 1979)
- Queremos tanto a Glenda (dt. Alle lieben Glenda, Erzählungen, 1980)
- Deshoras (dt. Unzeiten, Erzählungen, 1982)
- Los autonautas de la cosmopista (dt. Die Autonauten auf der Kosmobahn. Eine zeitlose Reise Paris-Marseille, Reisebeschreibung, gemeinsam mit Carol Dunlop, 1983)
- Nicaragua tan violentamente dulce (dt. Nicaragua, so gewaltsam zärtlich, 1984, Nikaragua, so gewaltsam sanft, 1985)
- Nada a Pehuajó (dt. Nichts mehr nach Calingasta)
- Relato con un fondo de agua (dt. Erzählung mit einem tiefen Wasser, illustrierte Erzählung, 2010)

### Postum
- La otra orilla (1945, veröffentlicht 1995)
- Divertimento (Roman, 1949, veröffentlicht 1986)
- El Examen (Roman, Mitte der 1950er Jahre, veröffentlicht 1986)
- Diario de Andrés Fava (dt. Andrés Favas Tagebuch, Tagebuch eines Charakters aus El Examen, Mitte der 1950er Jahre, veröffentlicht 1995)
- Adiós, Robinson y otras piezas breves (Theaterstücke, 1984, veröffentlicht 1995)
- Unerwartete Nachrichten. Aus dem Spanischen von Christian Hansen. Hrsg. von Michi Strausfeld. Berenberg Verlag, Berlin 2022, ISBN 978-3-949203-25-1.

### Sammelbände
- Ceremonias (= Las armas secretas + Final del juego, 1968)
- Relatos (1970, Auswahl aus: Bestiario, Final del juego, Las armas secretas und Todos los fuegos el fuego)
- Pameos y meopas (1971, Gedichte aus den Jahren 1944–1958)
- La isla a mediodía y otros relatos (1971, Auswahl aus: Bestiario, Final del juego und Todos los fuegos el fuego)
- La casilla de los Morelli (hg. v. Julio Ortega, 1973, Auswahl aus: Rayuela, La vuelta al día en ochenta mundos und Ultimo Round)
- Salvo el crepúsculo (Gedichtband, 1984)
- Cuentos completos 1 (1945–1966) / Cuentos completos 2 (1969–1982) (1996, vier Bände)

## Verfilmungen
- 1966: Blow Up – Regie: Michelangelo Antonioni; nach der Kurzgeschichte Las Babas del Diablo (dt. Teufelsgeifer)
- 1985: Graffiti – Regie: Matthew Patrick
- 1987: Der gläserne Himmel – Regie Nina Grosse; nach der Erzählung El otro cielo
- 1998: Anabel (Diario para un cuento) – Regie: Jana Bokova
- 2007 Lucie & Maintenant – Regie: Simone Fürbringer, Nicolas Humbert und Werner Penzel; nach dem Reisebericht Los autonautas de la cosmopista
- 2009: Mentiras Piadosas – Regie: Diego Sabanés; nach der Kurzgeschichte La salud de los enfermos

## Zeugnisse
„Eine Prosa, die die Sprache hüpfen, tanzen und fliegen lässt.“

„Wer diese Erzählungen nicht liest, ist verloren. Sie nicht zu lesen ist eine schwere, schleichende Krankheit, die mit der Zeit schreckliche Folgen haben kann. Ähnlich wie jemand, der nie einen Pfirsich gekostet hat. Er würde langsam melancholisch werden und immer blasser, vielleicht würden ihm nach und nach die Haare ausfallen.“

„Mit diesem Julio Cortázar konnte man zwar befreundet sein, nie aber eine engere Beziehung eingehen. Die Distanz, die er mit Hilfe eines Systems aus Höflichkeiten und Regeln aufrechtzuerhalten verstand, an die man sich halten musste, um seine Freundschaft zu bewahren, gehörte zum Zauber der Person: sie umgab ihn mit dem Nimbus eines gewissen Mysteriums, verlieh seinem Leben eine geheime Dimension, die sich wie die Quelle der beunruhigenden, irrationalen und wilden Unterströmung ausnahm, die bisweilen selbst noch in seinen ausgelassensten und heitersten Texten durchschien.“

„Ich hatte Bestiarium, seinen ersten Erzählband, in einem billigen Hotel in Barranquilla gelesen, wo ich für eineinhalb Pesos zwischen schlecht bezahlten Balljungen und glücklichen Huren schlief, und schon nach der ersten Seite war mir klar geworden, dass ich es mit einem Schriftsteller zu tun hatte, wie ich einmal einer werden wollte, wenn ich groß sein würde.“

## Tonträger
- Der Verfolger gesprochen von Gert Heidenreich. Musik: Charlie Mariano & Dieter Ilg. (Gugis Hörbücher & Bücher - ISBN 3-939461-16-4)